# 斯洛博丹·卡查尔
斯洛博丹·卡查尔（1957年9月15日—），塞尔维亚男子拳击运动员。他曾代表南斯拉夫参加1980年夏季奥林匹克运动会拳击比赛，获得男子81公斤级金牌。